# Иаков из Стршибра
Иаков или Якубек из Стршибра (чеш. Jakoubek ze Stříbra, 1373, Стршибро — 1429) — чешский богослов и проповедник, друг и последователь Яна Гуса.
Родился в крестьянской семье, по другим данным — в семье бюргера. С 1397 года — магистр свободных искусств Пражского университета, с 1401 года — бакалавр богословских наук, затем профессор.
В 1410 году стал проповедником в костеле Св. Войтеха. Приобрел известность как горячий защитник книг Джона Уиклифа, а ещё больше тем, что в 1414 году установил причащение под обоими видами. После смерти Яна Гуса (1415) унаследовал место проповедника в Вифлеемской часовне.
В 1414-1419 годах выступал с горячей критикой церкви, заложившей основы учения таборитов, однако в дальнейшем отказался от радикальной социальной программы гусизма. В последние 10 лет своей жизни являлся одним из виднейших теологов утраквистов («чашников»).
Умер 9 августа 1429 года в Праге.
До нас дошли только несколько его проповедей на чешском и латинском языках (изд. в 1545) и «Píseň o těle a krvi Pánově aneb Epištoly nedělní» (изд. в 1564).

## В кино
- Война за веру: Магистр / Jan Hus (1954; Чехословакия) режиссёр Отакар Вавра, в роли Иакова Ладислав Богач.
- Война за веру: Полководец / Jan Žižka (1957; Чехословакия) режиссёр Отакар Вавра, в роли Иакова Ладислав Богач.